# سعود بن عبد العزيز بن ناصر بن عبد العزيز آل سعود
سعود بن عبد العزيزبن سعود بن ناصر بن عبد العزيز آل سعود (ولد في 1977) هو أمير سعودي محكوم بالسجن المؤبد بعد أن قتل خادمه داخل غرفة كانا يسكنانها في فندق لاندمارك الفخم في وسط مدينة لندن في فبراير 2010.
هو ابن للأمير عبد العزيز بن ناصر بن عبد العزيز آل سعود.
في يوم الأثنين 1 ربيع الأول 1431 هـ الموافق 15 فبراير 2010 عُثر على جثة بندر وكاميرات الفندق قد سجلت الأمير وهو يعتدي على خادمه في المصعد قبل الجريمة بثلاثة أسابيع تقريبا.
أثناء المحاكمة، اتهم المدعي الأمير سعود بأنه مثلي الجنس وكان له علاقة جنسية مع خادمه القتيل.